# Piłka siatkowa na Letnich Igrzyskach Olimpijskich 2012 – turniej plażowy mężczyzn
Turniej olimpijski w siatkówce plażowej mężczyzn podczas XXX Letnich Igrzysk Olimpijskich w Londynie był 5. edycją w historii i odbył się w dniach od 28 lipca do 9 sierpnia 2012 roku. Do rywalizacji przystąpiły 24 drużyny.

## System rozgrywek
Dwie najlepsze drużyny z każdej grupy awansowały bezpośrednio do ćwierćfinałów. Spośród drużyn, które zajęły 3. miejsce, bezpośrednio awansowały dwie najlepsze z zestawienia między sobą a pozostałe cztery tworzą pary play-off.

## Uczestnicy
| Sposób kwalifikacji                                             | Miejsc | Zakwalifikowani |
| --------------------------------------------------------------- | ------ | --- |
| Gospodarz                                                       | 1      | Garcia Thompson/Grotowski |
| Ranking FIVB Beach Volleyball Olympic (stan na 17 czerwca 2012) | 16     | Alison/Emanuel Gibb/Rosenthal Brink/Reckermann Nummerdor/Schuil Fijałek/Prudel Rogers/Dalhausser Ricardo/Cuhna Erdmann/Matysik Herrera/Gavira Xu/Wu Bellaguarda/Heuscher Beneš/Kubala Pļaviņš/Smedins Samoilovs/Sorokins Lupo/Nicolai Heyer/Chevallier |
| Puchar kontynentalny 2010-12                                    | 5      | Hernández/Villafañe Chiya/Goldschmit BinstockReader Asahi/Shiratori Skarlund/Spinnangr |
| Beach Volleyball World Cup                                      | 2      | Doppler/Horst Prokopjew/Siemionow |
| Razem                                                           | 24     | |

## Runda wstępna

### Grupa A
Tabela
| Lp. | Drużyna              | Pkt | Mecze | Mecze | Mecze | Sety | Sety | Sety  | Małe punkty | Małe punkty | Małe punkty |
| Lp. | Drużyna              | Pkt | M     | W     | P     | wyg. | prz. | ratio | zdob.       | str.        | ratio       |
| --- | -------------------- | --- | ----- | ----- | ----- | ---- | ---- | ----- | ----------- | ----------- | ----------- |
| 1   | Cerutti/Rego         | 6   | 3     | 3     | 0     | 6    | 1    | 6.000 | 145         | 123         | 1.179       |
| 2   | Bellaguarda/Heuscher | 4   | 3     | 1     | 2     | 2    | 4    | 0.500 | 111         | 118         | 0.941       |
| 3   | Lupo/Nicolai         | 4   | 3     | 1     | 2     | 2    | 4    | 0.500 | 119         | 126         | 0.944       |
| 4   | Doppler/Horst        | 4   | 3     | 1     | 2     | 3    | 4    | 0.750 | 128         | 136         | 0.941       |

Źródło: 
Zasady ustalania kolejności: 1. liczba zdobytych punktów; 2. wyższy stosunek małych punktów; 3. wyższy stosunek setów.
Punktacja: zwycięstwo – 2 pkt; porażka – 1 pkt
Wyniki
| Data  | Drużyna 1            | Wynik | Drużyna 2            | Sety                |
| ----- | -------------------- | ----- | -------------------- | ------------------- |
| 29.07 | Cerutti/Rego         | 2:1   | Doppler/Horst        | 19:21, 21:17, 16:14 |
| 29.07 | Bellaguarda/Heuscher | 0:2   | Lupo/Nicolai         | 19:21, 18:21        |
|       |                      |       |                      |                     |
| 31.07 | Cerutti/Rego         | 2:0   | Bellaguarda/Heuscher | 21:17, 21:12        |
| 31.07 | Lupo/Nicolai         | 0:2   | Doppler/Horst        | 18:21, 17:21        |
|       |                      |       |                      |                     |
| 2.08  | Cerutti/Rego         | 2:0   | Lupo/Nicolai         | 26:24, 21:18        |
| 2.08  | Bellaguarda/Heuscher | 2:0   | Doppler/Horst        | 24:22, 21:12        |

### Grupa B
Tabela
| Lp. | Drużyna           | Pkt | Mecze | Mecze | Mecze | Sety | Sety | Sety  | Małe punkty | Małe punkty | Małe punkty |
| Lp. | Drużyna           | Pkt | M     | W     | P     | wyg. | prz. | ratio | zdob.       | str.        | ratio       |
| --- | ----------------- | --- | ----- | ----- | ----- | ---- | ---- | ----- | ----------- | ----------- | ----------- |
| 1   | Dalhausser/Rogers | 6   | 3     | 3     | 0     | 6    | 1    | 6.000 | 139         | 109         | 1.275       |
| 2   | Gavira/Herrera    | 5   | 3     | 2     | 1     | 5    | 2    | 2.500 | 139         | 133         | 1.045       |
| 3   | Beneš/Kubala      | 4   | 3     | 1     | 2     | 2    | 5    | 0.400 | 120         | 128         | 0.938       |
| 4   | Asahi/Shiratori   | 3   | 3     | 0     | 3     | 1    | 6    | 0.167 | 110         | 138         | 0.797       |

Źródło: 
Zasady ustalania kolejności: 1. liczba zdobytych punktów; 2. wyższy stosunek małych punktów; 3. wyższy stosunek setów.
Punktacja: zwycięstwo – 2 pkt; porażka – 1 pkt
Wyniki
| Data  | Drużyna 1         | Wynik | Drużyna 2       | Sety                |
| ----- | ----------------- | ----- | --------------- | ------------------- |
| 29.07 | Gavira/Herrera    | 2:0   | Beneš/Kubala    | 25:23, 21:16        |
| 29.07 | Dalhausser/Rogers | 2:0   | Asahi/Shiratori | 21:15, 21:16        |
|       |                   |       |                 |                     |
| 31.07 | Beneš/Kubala      | 2:1   | Asahi/Shiratori | 17:21, 21:12, 15:7  |
| 31.07 | Dalhausser/Rogers | 2:1   | Gavira/Herrera  | 19:21, 21:16, 15:13 |
|       |                   |       |                 |                     |
| 2.08  | Gavira/Herrera    | 2:0   | Asahi/Shiratori | 21:19, 22:20        |
| 2.08  | Dalhausser/Rogers | 2:0   | Beneš/Kubala    | 21:13, 21:15        |

### Grupa C
Tabela
| Lp. | Drużyna             | Pkt | Mecze | Mecze | Mecze | Sety | Sety | Sety  | Małe punkty | Małe punkty | Małe punkty |
| Lp. | Drużyna             | Pkt | M     | W     | P     | wyg. | prz. | ratio | zdob.       | str.        | ratio       |
| --- | ------------------- | --- | ----- | ----- | ----- | ---- | ---- | ----- | ----------- | ----------- | ----------- |
| 1   | Brink/Reckermann    | 6   | 3     | 3     | 0     | 6    | 1    | 6.000 | 133         | 114         | 1.167       |
| 2   | Chevallier/Heyer    | 5   | 3     | 2     | 1     | 4    | 4    | 1.000 | 145         | 153         | 0.948       |
| 3   | Prokopjew/Siemionow | 4   | 3     | 1     | 2     | 3    | 5    | 0.600 | 158         | 164         | 0.963       |
| 4   | Wu/Xu               | 3   | 3     | 0     | 3     | 3    | 6    | 0.500 | 157         | 164         | 0.957       |

Źródło: 
Zasady ustalania kolejności: 1. liczba zdobytych punktów; 2. wyższy stosunek małych punktów; 3. wyższy stosunek setów.
Punktacja: zwycięstwo – 2 pkt; porażka – 1 pkt
Wyniki
| Data  | Drużyna 1        | Wynik | Drużyna 2           | Sety                |
| ----- | ---------------- | ----- | ------------------- | ------------------- |
| 28.07 | Brink/Reckermann | 2:0   | Prokopjew/Siemionow | 21:19, 21:17        |
| 28.07 | Wu/Xu            | 1:2   | Chevallier/Heyer    | 21:18, 16:21, 12:15 |
|       |                  |       |                     |                     |
| 30.07 | Brink/Reckermann | 2:1   | Wu/Xu               | 13:21, 21:19, 15:8  |
| 30.07 | Chevallier/Heyer | 2:1   | Prokopjew/Siemionow | 28:26, 18:21, 15:13 |
|       |                  |       |                     |                     |
| 1.08  | Wu/Xu            | 1:2   | Prokopjew/Siemionow | 27:29, 21:17, 12:15 |
| 1.08  | Brink/Reckermann | 2:0   | Chevallier/Heyer    | 21:14, 21:16        |

### Grupa D
Tabela
| Lp. | Drużyna            | Pkt | Mecze | Mecze | Mecze | Sety | Sety | Sety  | Małe punkty | Małe punkty | Małe punkty |
| Lp. | Drużyna            | Pkt | M     | W     | P     | wyg. | prz. | ratio | zdob.       | str.        | ratio       |
| --- | ------------------ | --- | ----- | ----- | ----- | ---- | ---- | ----- | ----------- | ----------- | ----------- |
| 1   | Gibb/Rosenthal     | 5   | 3     | 2     | 1     | 4    | 2    | 2.000 | 119         | 89          | 1.337       |
| 2   | Fijałek/Prudel     | 5   | 3     | 2     | 1     | 5    | 2    | 2.500 | 132         | 115         | 1.148       |
| 3   | Samoilovs/Sorokins | 5   | 3     | 2     | 1     | 4    | 3    | 1.333 | 116         | 113         | 1.027       |
| 4   | Chiya/Goldschmidt  | 3   | 3     | 0     | 3     | 0    | 6    | 0.000 | 76          | 127         | 0.598       |

Źródło: 
Zasady ustalania kolejności: 1. liczba zdobytych punktów; 2. wyższy stosunek małych punktów; 3. wyższy stosunek setów.
Punktacja: zwycięstwo – 2 pkt; porażka – 1 pkt
Wyniki
| Data  | Drużyna 1          | Wynik | Drużyna 2          | Sety                |
| ----- | ------------------ | ----- | ------------------ | ------------------- |
| 28.07 | Fijałek/Prudel     | 1:2   | Samoilovs/Sorokins | 21:12, 15:21, 12:15 |
| 28.07 | Gibb/Rosenthal     | 2:0   | Chiya/Goldschmidt  | 21:10, 21:11        |
|       |                    |       |                    |                     |
| 30.07 | Samoilovs/Sorokins | 2:0   | Chiya/Goldschmidt  | 21:13, 21:10        |
| 30.07 | Gibb/Rosenthal     | 0:2   | Fijałek/Prudel     | 17:21, 18:21        |
|       |                    |       |                    |                     |
| 1.08  | Fijałek/Prudel     | 2:0   | Chiya/Goldschmidt  | 21:19, 21:13        |
| 1.08  | Gibb/Rosenthal     | 2:0   | Samoilovs/Sorokins | 21:10, 21:16        |

### Grupa E
Tabela
| Lp. | Drużyna             | Pkt | Mecze | Mecze | Mecze | Sety | Sety | Sety  | Małe punkty | Małe punkty | Małe punkty |
| Lp. | Drużyna             | Pkt | M     | W     | P     | wyg. | prz. | ratio | zdob.       | str.        | ratio       |
| --- | ------------------- | --- | ----- | ----- | ----- | ---- | ---- | ----- | ----------- | ----------- | ----------- |
| 1   | Pļaviņš/Šmēdiņš     | 6   | 3     | 3     | 0     | 6    | 1    | 6.000 | 141         | 113         | 1.248       |
| 2   | Nummerdor/Schuil    | 5   | 3     | 2     | 1     | 4    | 3    | 1.333 | 127         | 116         | 1.095       |
| 3   | Erdmann/Matysik     | 4   | 3     | 1     | 2     | 3    | 5    | 0.600 | 132         | 148         | 0.892       |
| 4   | Hernández/Villafañe | 3   | 3     | 0     | 3     | 2    | 6    | 0.333 | 128         | 151         | 0.848       |

Źródło: 
Zasady ustalania kolejności: 1. liczba zdobytych punktów; 2. wyższy stosunek małych punktów; 3. wyższy stosunek setów.
Punktacja: zwycięstwo – 2 pkt; porażka – 1 pkt
Wyniki
| Data  | Drużyna 1        | Wynik | Drużyna 2           | Sety                |
| ----- | ---------------- | ----- | ------------------- | ------------------- |
| 29.07 | Nummerdor/Schuil | 2:1   | Hernández/Villafañe | 21:18, 17:21, 15:10 |
| 29.07 | Erdmann/Matysik  | 1:2   | Pļaviņš/Šmēdiņš     | 21:19, 21:23, 9:15  |
|       |                  |       |                     |                     |
| 31.07 | Pļaviņš/Šmēdiņš  | 2:0   | Hernández/Villafañe | 21:14, 21:16        |
| 31.07 | Nummerdor/Schuil | 2:0   | Erdmann/Matysik     | 21:9, 21:16         |
|       |                  |       |                     |                     |
| 2.08  | Nummerdor/Schuil | 0:2   | Pļaviņš/Šmēdiņš     | 14:21, 18:21        |
| 2.08  | Erdmann/Matysik  | 2:1   | Hernández/Villafañe | 20:22, 21:16, 15:11 |

### Grupa F
Tabela
| Lp. | Drużyna                   | Pkt | Mecze | Mecze | Mecze | Sety | Sety | Sety  | Małe punkty | Małe punkty | Małe punkty |
| Lp. | Drużyna                   | Pkt | M     | W     | P     | wyg. | prz. | ratio | zdob.       | str.        | ratio       |
| --- | ------------------------- | --- | ----- | ----- | ----- | ---- | ---- | ----- | ----------- | ----------- | ----------- |
| 1   | Cunha/Santos              | 6   | 3     | 3     | 0     | 6    | 0    | MAX   | 129         | 101         | 1.277       |
| 2   | Skarlund/Spinnangr        | 5   | 3     | 2     | 1     | 4    | 2    | 2.000 | 117         | 107         | 1.093       |
| 3   | Binstock/Reader           | 4   | 3     | 1     | 2     | 2    | 4    | 0.500 | 114         | 99          | 1.152       |
| 4   | Garcia Thompson/Grotowski | 3   | 3     | 0     | 3     | 0    | 6    | 0.000 | 84          | 127         | 0.661       |

Źródło: 
Zasady ustalania kolejności: 1. liczba zdobytych punktów; 2. wyższy stosunek małych punktów; 3. wyższy stosunek setów.
Punktacja: zwycięstwo – 2 pkt; porażka – 1 pkt
Wyniki
| Data  | Drużyna 1                 | Wynik | Drużyna 2          | Sety         |
| ----- | ------------------------- | ----- | ------------------ | ------------ |
| 28.07 | Garcia Thompson/Grotowski | 0:2   | Binstock/Reader    | 19:21, 13:21 |
| 28.07 | Cunha/Santos              | 2:0   | Skarlund/Spinnangr | 21:14, 21:18 |
|       |                           |       |                    |              |
| 30.07 | Skarlund/Spinnangr        | 2:0   | Binstock/Reader    | 21:14, 21:18 |
| 30.07 | Garcia Thompson/Grotowski | 0:2   | Cunha/Santos       | 17:21, 12:21 |
|       |                           |       |                    |              |
| 1.08  | Garcia Thompson/Grotowski | 0:2   | Skarlund/Spinnangr | 20:22, 13:21 |
| 1.08  | Cunha/Santos              | 2:0   | Binstock/Reader    | 21:18, 24:22 |

### Play-off drużyn z 3. miejsc
| Data | Drużyna 1                    | Wynik | Drużyna 2                  | Sety                |
| ---- | ---------------------------- | ----- | -------------------------- | ------------------- |
| 2.08 | Josh Binstock/Martin Reader  | 0:2   | Daniele Lupo/Paolo Nicolai | 16:21, 20:22        |
| 2.08 | Jonathan Erdmann/Kay Matysik | 2:1   | Petr Beneš/Přemysl Kubala  | 15:21, 21:19, 15:13 |

## 1/8 finału
| Data | Drużyna 1           | Wynik | Drużyna 2            | Sety         |
| ---- | ------------------- | ----- | -------------------- | ------------ |
| 3.08 | Fijałek/Prudel      | 2:0   | Heyer/Chevallier     | 21:18, 21:17 |
| 3.08 | Pļaviņš/Smedins     | 2:0   | Skarlund/Spinnangr   | 21:18, 21:16 |
| 3.08 | Lupo/Nicolai        | 2:0   | Rogers/Dalhausser    | 21:17, 21:19 |
| 3.08 | Herrera/Gavira      | 0:2   | Ricardo/Cuhna        | 18:21, 19:21 |
| 4.08 | Alison/Emanuel      | 2:0   | Erdmann/Matysik      | 21:16, 21:14 |
| 4.08 | Nummerdor/Schuil    | 2:0   | Bellaguarda/Heuscher | 22:20, 21:15 |
| 4.08 | Brink/Reckermann    | 2:0   | Samoilovs/Sorokins   | 21:12, 21:17 |
| 4.08 | Prokopjew/Siemionow | 0:2   | Gibb/Rosenthal       | 14:21, 20:22 |

## Ćwierćfinał
| Data | Drużyna 1        | Wynik | Drużyna 2      | Sety                |
| ---- | ---------------- | ----- | -------------- | ------------------- |
| 6.08 | Alison/Emanuel   | 2:1   | Fijałek/Prudel | 21:17, 16:21, 17:15 |
| 6.08 | Pļaviņš/Smedins  | 2:1   | Gibb/Rosenthal | 19:21, 21:18, 15:11 |
| 6.08 | Brink/Reckermann | 2:0   | Ricardo/Cuhna  | 21:15, 21:19        |
| 6.08 | Nummerdor/Schuil | 2:0   | Lupo/Nicolai   | 21:16, 21:18        |

## Półfinał
| Data | Drużyna 1        | Wynik | Drużyna 2        | Sety         |
| ---- | ---------------- | ----- | ---------------- | ------------ |
| 7.08 | Alison/Emanuel   | 2:0   | Pļaviņš/Smedins  | 21:15, 22:20 |
| 7.08 | Brink/Reckermann | 2:0   | Nummerdor/Schuil | 21:14, 21:16 |

## Mecz. o 3. miejsce
| Data | Drużyna 1       | Wynik | Drużyna 2        | Sety                |
| ---- | --------------- | ----- | ---------------- | ------------------- |
| 9.08 | Pļaviņš/Smedins | 2:1   | Nummerdor/Schuil | 19:21, 21:19, 15:11 |

## Finał
| Data | Drużyna 1      | Wynik | Drużyna 2        | Sety                |
| ---- | -------------- | ----- | ---------------- | ------------------- |
| 9.08 | Alison/Emanuel | 1:2   | Brink/Reckermann | 21:23, 21:16, 14:16 |

## Klasyfikacja końcowa
| Miejsce | Drużyna                                     |
| ------- | ------------------------------------------- |
| złoto   | Julius Brink/Jonas Reckermann               |
| srebro  | Alison Cerutti/Emanuel Rego                 |
| brąz    | Mārtiņš Pļaviņš/Janis Smedins               |
| 4.      | Reinder Nummerdor/Richard Schuil            |
| 5.      | Grzegorz Fijałek/Mariusz Prudel             |
| 5.      | Jake Gibb/Sean Rosenthal                    |
| 5.      | Ricardo Santos/Pedro Cunha                  |
| 5.      | Daniele Lupo/Paolo Nicolai                  |
| 9.      | Sascha Heyer/Sébastien Chevallier           |
| 9.      | Tarjei Skarlund/Martin Spinnangr            |
| 9.      | Todd Rogers/Phil Dalhausser                 |
| 9.      | Pablo Herrera Allepuz/Adrián Gavira Collado |
| 9.      | Jonathan Erdmann/Kay Matysik                |
| 9.      | Jefferson Bellaguarda/Patrick Heuscher      |
| 9.      | Aleksandrs Samoilovs/Ruslans Sorokins       |
| 9.      | Siergiej Prokopjew/Konstantin Siemionow     |
| 17.     | Josh Binstock/Martin Reader                 |
| 17.     | Petr Beneš/Přemysl Kubala                   |
| 19.     | Clemens Doppler/Alexander Horst             |
| 19.     | Kentarō Asahi/Katsuhiro Shiratori           |
| 19.     | Wu Penggen/Xu Linyin                        |
| 19.     | Freedom Chiya/Grant Goldschmidt             |
| 19.     | Igor Hernández/Jesus Villafañe              |
| 19.     | John Garcia Thompson/Steve Grotowski        |